# Liz Lieu
Liz Lieu (n. 2 august 1974, Sài Gòn, Vietnamul de Sud) este o jucătoare profesionistă vietnameză de poker.

## Carieră
Lieu a fost în primul rând o jucătoare de jocuri cash Texas hold 'em cu limită timp de mai mulți ani, înainte de a se apuca de turnee la World Series of Poker 2005. Atunci când John Phan⁠(d) a încurajat-o să participe la evenimentul no-limit hold'em de 1500 de dolari, ea s-a clasat pe locul cinci, cu un premiu în bani de peste 168.000 de dolari. În același an s-a clasat pe locul 12 în turneul no-limit hold'em de 5.000 de dolari și a încasat și în turneul de 3.000 de dolari.
În 2006, Lieu a fost onorată de WSOP⁠(d) și ESPN ca Final Table Grand Marshal, împreună cu Johnny Chan. În 2009 a apărut în filmul Poker King⁠(d) din Hong Kong în propriul ei rol. Din 2010, Lieu a câștigat peste 825.000 de dolari în turnee live.